# Baix Pallars
Baix Pallars – gmina w Hiszpanii, w prowincji Lleida, w Katalonii, o powierzchni 128,8 km². W 2011 roku gmina liczyła 362 mieszkańców.
Gmina Baix Pallars została założona w 1969 r. Przez połączenie gmin Baén, Gerri de la Sal, Montcortès de Pallars i Peramea.